# Nikołaj Piatnicki
Nikołaj Władimirowicz Piatnicki, ros. Николай Владимирович Пятницкий (ur. w 1890, zm. 19 listopada 1963 w Paryżu) – rosyjski wojskowy (pułkownik) oraz emigracyjny publicysta i działacz polityczny, współpracował z Niemcami podczas II wojny światowej.
Brał udział w I wojnie światowej. Od końca 1918 r. był szefem sztabu 34 dywizji piechoty Armii Ochotniczej gen. Antona I. Denikina. Jesienią 1919 r. został oficerem do specjalnych poruczeń w sztabie armii kaukaskiej gen. Wiktora L. Pokrowskiego. Po przegranej wojsk białych wyjechał do Paryża. Współpracował z gen. Nikołajem N. Gołowinem w organizacji wyższych kursów naukowo-wojskowych. W II poł. lat 30. należał do Rosyjskiego Związku Narodowego Uczestników Wojny kierowanego przez gen. Antona W. Turkula. W latach 1937–1940 redagował jego organ prasowy pismo "Сигнал". W czasie II wojny światowej podjął współpracę z Niemcami. W 1944 r. redagował w okupowanym Paryżu pismo "Парижский вестник". Pod koniec 1944 r. przyjechał do Berlina, gdzie zaczął wydawać pismo ROA "За Родину". Jednocześnie współuczestniczył w tworzeniu Sił Zbrojnych Komitetu Wyzwolenia Narodów Rosji. Po zakończeniu wojny powrócił do Paryża, gdzie pracował w redakcji pisma "Возрождение". 19 listopada 1963 roku popełnił samobójstwo.